# Смеляков Ярослав Васильович
Ярослав Васильович Смеляков (8 січня 1913 року, Луцьк, Волинська губернія — 27 листопада 1972 року, Москва) — російський радянський поет і перекладач, літературний критик. У 1934—1937 роках був репресований. Реабілітований у 1956 році. Лауреат Державної премії СРСР (1967). Член Правління Спілки письменників СРСР і СП РРФСР.

## Життєпис
Ярослав Смеляков народився 26 12 1912 (08 01 1913) року в Луцьку в сім'ї залізничного робітника. Дитинство провів в селі, де закінчив початкову школу. Потім він навчався в Москві, в школі-семирічці.
Закінчив поліграфічну фабрично-заводську школу (1931). Працював у друкарні. За наполяганням одного, журналіста Всеволода Йорданського, приніс свої вірші до редакції молодіжного журналу «Рост», але переплутав двері і потрапив до журналу «Жовтень», де був прийнятий своїм кумиром, поетом Михайлом Свєтловим, який дав молодому поетові зелену вулицю. За іронією долі, в один з перших же робочих днів у друкарні йому довірили набирати власні ж вірші.
Займався в літературних гуртках при газеті «Комсомольська правда» і журналі «Огонёк». Член СП СРСР з 1934 року.
У 1934—1937 роках був репресований. У ці ж роки Великого терору двоє близьких друзів Я. В. Смелякова — поети Павло Васильєв та Борис Корнілов — були розстріляні.
З 1937 року працював відповідальним секретарем газети «Дзержинець» трудкомуни імені Дзержинського (Люберці).
У 1939 році відновлений в Спілці письменників СРСР, відповідальний інструктор секції прози.
Учасник радянсько-німецької війни. З червня по листопад 1941 року був рядовим на Північному і Карельському фронтах. Потрапив в оточення, перебував у фінському полоні, в 1944 році повернувся з полону.
У 1945 році знову був репресований і потрапив під Сталіногорськ (нині місто Новомосковськ Тульської області Росії) до перевірочно-фільтраційного спецтабору № 283 (ПФЛ № 283), де його кілька років «фільтрували».
Спеціальні (фільтраційні) табору були створені рішенням ДКО в останні дні 1941 року з метою перевірки військовослужбовців РСЧА, що були у полоні, оточенні або проживали на окупованій ворогом території. Порядок проходження держперевірки («фільтрації») визначався Наказом наркома внутрішніх справ СРСР № 001735 від 28 грудня 1941 року, відповідно до якого військовослужбовці прямували в спеціальні табори, де тимчасово отримували статус «колишніх» військовослужбовців або «спецконтингенту».
Термін відбував у табірному відділенні № 22 ПФЛ № 283 при шахті № 19 тресту «Красноармійськвугілля». Шахта перебувала між сучасними містами Донський і Північно-Задонськ (з 2005 року мікрорайон міста Донського). На шахті працював банщиком, потім обліковцем.
Зусиллями журналістів П. В. Піддубного та С. Я. Позднякова поет був звільнений і працював відповідальним секретарем газети «Сталіногорська правда», керував літературним об'єднанням при ній. Разом із ним у таборі перебував брат Олександра Твардовського, Іван.
Після табору Ярославу Смелякову був заборонений в'їзд до Москви. Тому до столиці їздив крадькома, в жодному разі не ночував. Завдяки Костянтину Симонову, що замовив за нього слово, йому вдалося знову повернутися до письменницької діяльності. У 1948 році вийшла книга «Кремлівські ялини».

 У 1951 році за доносом двох поетів Ярослав Смеляков знову заарештований і відправлений в заполярну Інти. 

У казенній шапці, табірному бушлаті,
отриманому в Інтінское стороні,
без ґудзиків, але з чорною печаткою,
поставленої чекістом на спині, — :::::::::::::::::: Ярослав Смеляков, 1953 рік, табірний номер Л-222

 Відбував термін до 1955 року, повернувшись додому за амністією, ще не реабілітований. Реабілітований у 1956 році. 

До двадцятого до з'їзду
жили ми по простоті
без жодного від'їзду
в далекому місті Інтер …

 Член Правління Спілки письменників СРСР з 1967 року, Правління СП Російської РФСР з 1970 року. Голова поетичної секції СП СРСР.
Друга дружина — Тетяна Валеріївна Смелякова-Стрешньова.

## Творчість
Ярослав Смеляков рано почав писати вірші. Навчаючись у ФЗУ (будучи «фабзайцем»), публікував вірші у цеховій стінгазеті. Писав також огляди для агітбригади. Дебютував у пресі в 1931 році. Перша збірка віршів «Робота і любов» (1932) сам набирав в друкарні як професійний складач. Як і в наступній збірці «Вірші», оспівував новий побут, ударну працю.
У віршах використовував розмовні ритми й інтонації, вдавався до своєрідного поєднання лірики та гумору. У збірниках післявоєнних років («Кремлівські ялини», 1948 ; «Вибрані вірші», 1957) і поемі «Сувора любов» (1956), присвяченій молоді 1920-х років, виявляється тяжіння до простоти і ясності вірша, монументальності зображення і соціально-історичного осмислення життя. Поема, частково написана ще в таборі, отримала широке визнання.
У творах пізнього періоду ці тенденції отримали якнайповніший розвиток. Однією з головних тем стала тема спадкоємності поколінь, комсомольських традицій: збірки «Розмова про головне» (1959), «День Росії» (1967); «Товариш Комсомол» (1968), «Декабрь» (1970), поема про комсомол «Молоді люди» (1968) та інші. Посмертно видані «Моє покоління» (1973) і «Служба часу» (1975).

До його найбільш відомих творів можуть бути віднесені такі вірші, як «Якщо я захворію …», «Гарна дівчинка Ліда» (уривок з цього вірша читають головні персонажі Олександра Дем'яненко і Наталії Селезньової у фільмі «Операція „И“ та інші пригоди Шурика»), «Кладовище паровозів», «Любка», «Милі красуні Росії». Пісню на вірші «Якщо я захворію» виконували Юрій Візбор, Володимир Висоцький, Аркадій Севєрний, Юрій Шевчук та інші (фрагмент цієї пісні виконують також головні персонажі Інокентія Смоктуновського і Олега Єфремова у фільмі «Стережись автомобіля»).
 Якість віршів Смелякова дуже різна як щодо їх глибини, так і форми вираження; в наявності — справжній талант (що підтверджується такими знавцями, як Євген Винокуров, Наум Коржавін, Зиновій Паперний), так само як і слабкість спільної позиції цього поета, що пережив удари долі і впав в алкоголізм. Гарні вірші Смелякова відрізняються силою і опуклою образністю мови, погані — дешевою римованої декламацією. 
 Всього Ярослав Смеляков написав 112 творів. Автор публіцистичних та критичних статей; займався перекладами з української, білоруської та інших мов.
Помер Ярослав Смеляков 27 листопада 1972 року. Похований в Москві на Новодівичому кладовищі (ділянка № 7).

## Адреси в Москві
- Велика Молчановка, 31 (не зберігся)
- 1948—1951 і 1955—1960 роки — вул. Арбат, 38/1
- 1960—1972 роки — Ломоносовський проспект, 19, кв. 40

## Нагороди й премії
- Три ордени Трудового Червоного Прапора (в тому числі 29.01.1963; 28.10.1967)
- Державна премія СРСР (1967) — за цикл віршів «День Росії»
- Премія Ленінського комсомолу (1968) — за комсомольську поему «Молоді люди» і вірші, що оспівують любов радянської молоді до Батьківщини, партії, народу
- Почесна грамота Президії Верховної Ради Азербайджанської РСР
- Почесна грамота Президії Верховної Ради Молдавської РСР

### Збірка творів
- Вибрані твори в двох томах. — М. 1970.
- Зібрання творів у трьох томах. — М. Молодая гвардия, 1977—1978:
  - Том I. Вірші 1931—1965. Передмова М. Дудін. — 432 с.; портр. — 1977.
  - Том II. Вірші шістдесятих років (1966—1969); Вірші сімдесятих років (1970—1972); поеми; Переклади радянських і зарубіжних поетів. — 608 с. — 1977.
  - Том III. п'єса; Статті, замітки, виступи; Щоденники, записні книжки, листи; З незавершеного. — 432 с. — 1978.

## Пам'ять
- У Новомосковському історико-художньому музеї є експозиція, присвячена поету. Представлений великий фотографічний і документальний матеріал, в тому числі чернетки віршів, зі сталіногорського періоду життя Смелякова, особисті речі (передані вдовою поета), а також книги учнів і друзів поета з дарчими написами[8].
- У 1980 році на пам'ять про перебування поета в місті Новомосковську на будинку № 32 (вул. Трудові резерви) встановлено меморіальну дошку. Напис на дошці: «З 1945 по 1949 року у місті Новомосковську жив і працював лауреат Державної премії СРСР, премії Ленінського комсомолу, поет Ярослав Смеляков».
- У Новомосковську та Луцьку є вулиця Смелякова.

## посилання
- Смєляков Ярослав Васильович. вірші
- Смєляков Ярослав Васильович
- Ярослав Смеляков. вірші
- Ярослав Смеляков читає свої вірші (аудіофайл mp3, 7Мб)
- М. Н. Бобкова. «Сильный как тёрн…». Тульская областная универсальная научная библиотека. Архів оригіналу за 5 березня 2016. Процитовано 29 червня 2015. {{cite web}}: Проігноровано невідомий параметр |description= (довідка)
- Хороша дівчинка Ліда. вірші: Ярослав Смеляков, музика: Вячеслав Хрипко
- Д. Овчинников Сталіногорське життя Ярослава Смелякова // Молодий комунар (Тульська обласна газета). — 14.07.2017.